# Paul Moukila
Paul Sayal Moukila, né le 6 juin 1950 à Souanké au Congo, champion d’Afrique et ballon d’or africain en 1974 et mort le 23 mai 1992 à Meaux, est un footballeur international congolais.
Fils : Bob Éric Moukila , Fraisnel Moukila , Presley Noël Moukila

## Biographie
Il passe l'essentiel de sa carrière au sein du CARA Brazzaville. Il avait auparavant évolué dans l'As Bantous puis dans l'Inter Club de Brazzaville, équipes avec lesquelles il termina plusieurs fois meilleur buteur de championnat.
International à plusieurs reprises, il marqua la sélection de son empreinte, inscrivant souvent les buts décisifs.
Pendant un stage militaire à l'Ecole Interarmées des Sports (E.I.S) effectué en 1975 à Fontainebleau (France), il joue dans les rangs du Racing Club de Strasbourg.
Paul Moukila était un footballeur complet. Doté d'une bonne frappe des deux pieds, bon de la tête, il excellait également dans les coups francs.
Il meurt le 23 mai 1992 à Meaux des suites d’une crise de paludisme.

## Palmarès
- Vainqueur de la Coupe d'Afrique des nations en 1972 avec l'équipe du Congo
- Vainqueur de la Coupe des clubs champions africains en 1974 avec le CARA Brazzaville

## Distinctions individuelles
- Ballon d'or africain en 1974
- Meilleur buteur de la Coupe des clubs champions africains 1974 avec 10 buts[3]
- Commandeur de l'Ordre du Mérite congolais en 1992 à titre posthume[3]